# Papyrus 77
- Papyrus
- Onciale
- Minuscules
- Lectionnaire

Le Papyrus 77 (selon la numérotation Gregory-Aland), désigné par 𝔓 77, est un manuscrit en papyrus du Nouveau Testament, bref extrait fragmentaire de l'Évangile selon Matthieu, daté de la deuxième moitié du IIe siècle ou du début du IIIe siècle.

## Description

### Codex
Ce papyrus est un extrait de l'Évangile selon Matthieu, 23:30-39 (chapitre 23, versets 30 à 39). Il est écrit en grec et une date paléographique lui est attribuée entre le milieu du IIe siècle et le début du IIIe siècle.
Selon Philip Comfort, le Papyrus 77 et le Papyrus 103 proviendraient du même codex.

### Texte
Le texte grec de ce codex est représentatif du type de texte alexandrin. Kurt Aland le qualifie de « texte au moins normal » et le place dans la catégorie I des manuscrits du Nouveau Testament. 𝔓 77 a une affinité très étroite avec le Codex Sinaiticus.

### Emplacement actuel
Il est conservé à la bibliothèque Sackler (P. Oxy. 2683) de l'université d'Oxford,.

### Variantes textuelles
- 23:30 : Réorganise les mots αυτων κοινωνοι (leurs partenaires) en κοινωνοι αυτων (« les partenaires d'eux »).
- 23:37 : A une variante orthographique ορνιξ pour ορνις (poule).
- 23:37 : και initialement omis du texte. Le scribe l'a ajouté plus tard de manière interlinéaire entre πτερυγας et ουκ.
- 23:38 : Selon la transcription de l'Institut de recherche textuelle du Nouveau Testament de l'Université de Münster, le scribe a omis ερημος (désolé)[5]. Cependant, selon la transcription de Philip Comfort et David Barrett, le scribe l'a inclus[6].